# Roberta Cowing

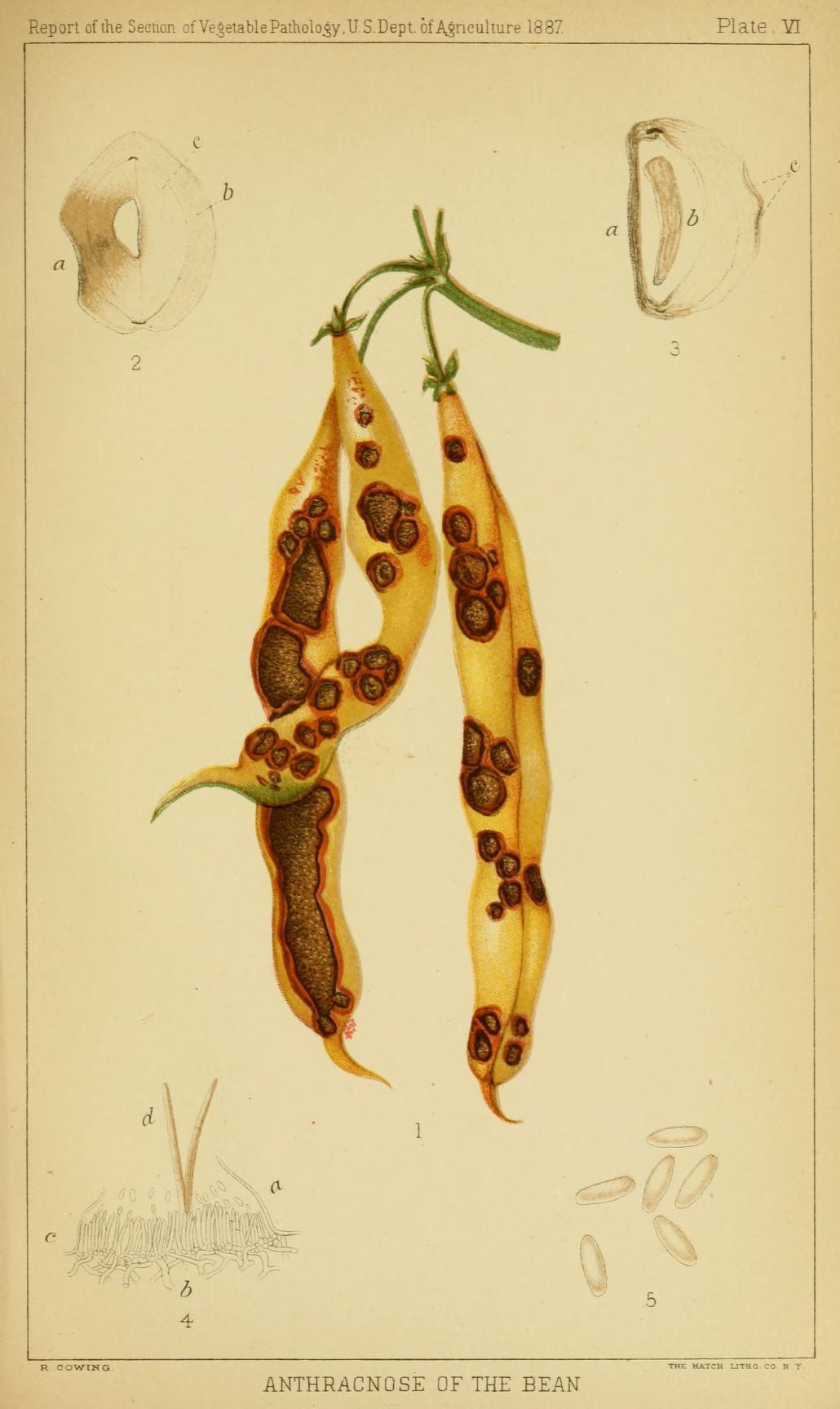
Antracnosis del frijol por Roberta Cowing

Roberta Cowing Throckmorton (octubre de 1860 - 31 de julio de 1924) fue una artista estadounidense, empleada por el Departamento de Agricultura de los Estados Unidos (USDA), como ilustradora botánica.

## Primeros años
Roberta Cowing fue hija de William Jackson Cowing (1832–1893) y Matilda Elena Crupper Cowing (1837–1896), en octubre de 1860, en Rushville, condado de Rush, Indiana, EE. UU. Tenía un hermano mayor, Frank Myrtle Cowing (1857–1894).

## Carrera
Cowing trabajó para el Departamento de Agricultura de los Estados Unidos (USDA) en los siglos XIX y XX para pintar acuarelas de variedades de frutas y frutos secos, como parte de la Colección de Acuarelas Pomológicas del USDA. La colección incluye pinturas de Prunus salicina (ciruela japonesa), Pyrus communis (peras) y Rubus (zarzas).
Realizó ilustraciones de plantas recolectadas en un estudio botánico del Valle de la Muerte en 1891; el trabajo se publicó en una revista educativa.
Collections from the U.S. National Herbarium published twenty-one drawings of plants collected in Death Valley in their November 1893 issue, seventeen of which were signed by Roberta Cowing.
Hoy en día, la obra de Cowing se puede encontrar en Carnegie Mellon University's Catalogue of the Botanical Art Collection at the Hunt Institute: Public Domain Images, así como en varias publicaciones del gobierno del USDA:
- Bulletin No. 1-29, U.S. Government Printing Office, 1888[8]
- Peach Yellows: A Preliminary Report, Department of Agriculture, Botanical Division, 1888[9]
- Bulletin, U.S. Government Printing Office, 1888[10]
- Yearbook of Agriculture, U.S. Government Printing Office, 1889[11]

Cowing estuvo activa en Washington D. C. desde 1887 hasta 1920.

## Vida personal
Roberta Cowing se casó con Ernesto Throckmorton en la residencia de sus padres el 27 de diciembre de 1892. Juntos tuvieron dos hijos, Roberto W Throckmorton (1893-1952) y el escenógrafo Cleon Francisco Throckmorton (1897–1965).

## Muerte
Roberta Cowing Throckmorton falleció a los 63 años en el Hospital Universitario George Washington, el 31 de julio de 1924 y fue enterrada en el Cementerio de Rock Creek en Washington D. C.